# گراسیم ملیک-گریگوریان
گراسیم آلکسی ملیک-گریگوریان (ارمنی: Գերասիմ Ասքելի Մելիք-Գրիգորյան؛  زادهٔ ۲۹ ژانویهٔ ۱۸۸۳ - درگذشته ۱۹۷۴) پزشک اهل ارمنستان بود.

## زندگی‌نامه
وی در ۲۹ ژانویهٔ ۱۸۸۳ به دنیا آمد . همچنین برندهٔ جوایزی همچون نشان پرچم سرخ کار شده‌است. وی در ۱۹۷۴ در سن ۹۱ سالگی  درگذشت.